# Kisles
Kisles (Leștioara) település Romániában, a Partiumban, Arad megyében.

## Fekvése
Nagyhalmágytól északnyugatra, a Fehér-Körös jobb partja mellett, Bogyafalva és Nagyhalmágy közt fekvő település.

## Története
Kisles, Lestornya nevét 1477-ben említette először oklevél Lyzchora néven. 1808-ban Leszora, 1888-ban Lestornya, 1913-ban Kisles néven írták.
1910-ben 256 román görögkeleti ortodox lakosa volt.
A trianoni békeszerződés előtt Arad vármegye Nagyhalmágyi járásához tartozott.